# Baule
Il baule è una cassa solida, resistente e capiente, destinata a contenere oggetti.
Le componenti essenziali di un baule sono il coperchio incernierato, un fondo (opposto al coperchio) e quattro pareti laterali: un baule può essere definito come una grande scatola con coperchio. Di regola i bauli sono di forma parallelepipeda, ma sono diffusi anche i modelli con coperchio curvo o convesso.
Tipicamente, il baule è un mobile contenitivo e un elemento di arredamento. Tuttavia, esistono anche bauli da viaggio.
Il baule si differenzia dalla cassapanca non solo per l'assenza dello schienale (di cui la cassapanca è quasi sempre fornita), ma anche perché la cassapanca è utilizzata per sedersi, oltre che per contenere gli oggetti.
I bauli sono in uso fin dall'antichità. In passato, venivano tipicamente usati per riporre vestiti, suppellettili, libri, biancheria e articoli da corredo. Con serrature rinforzate, sono anche stati destinati a contenere e preservare gioielli.

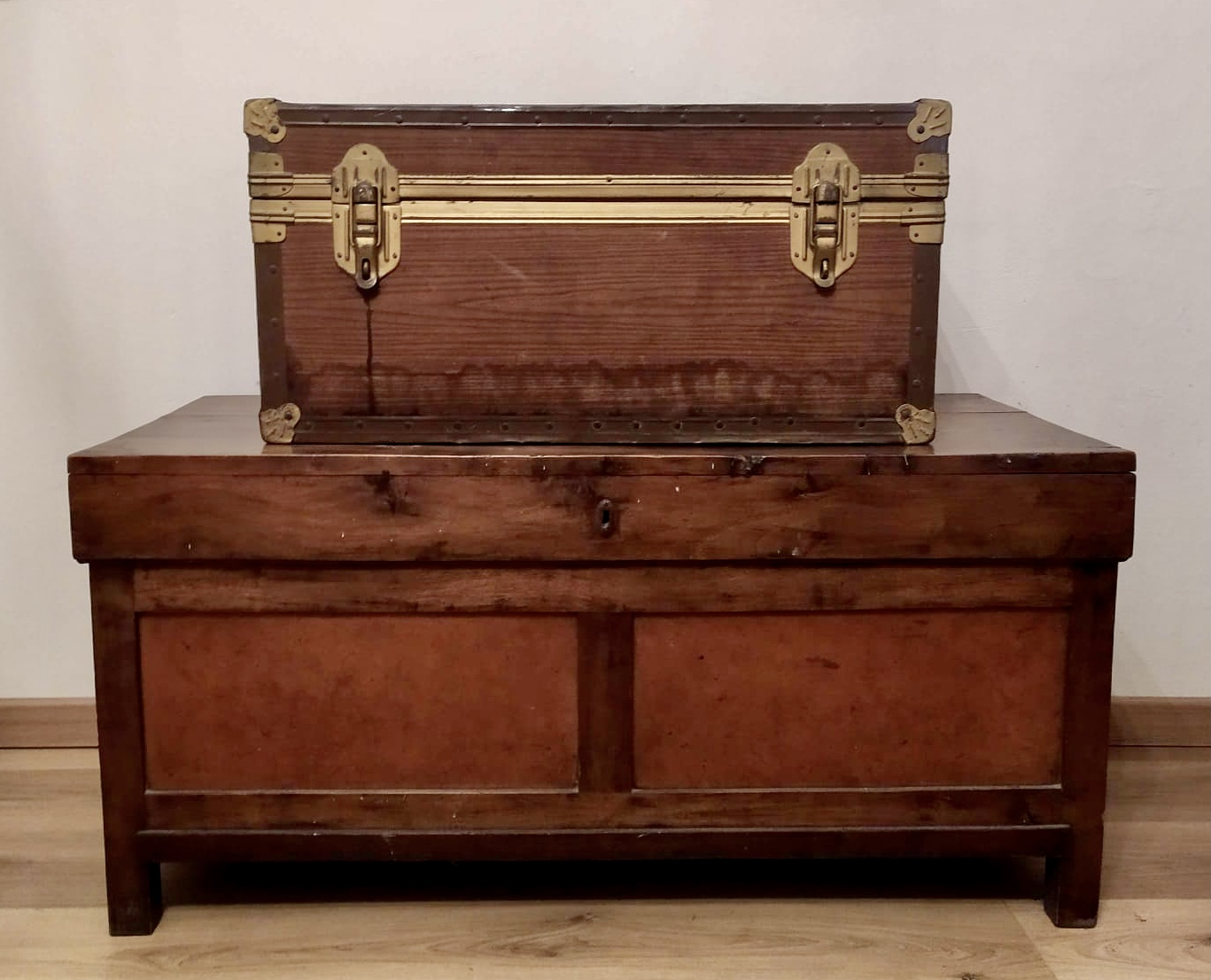
Baule da viaggio sopra a grosso baule in legno porta corredo

## Etimologia della parola
La parola italiana baule sembra essere entrata in uso tra il 1500 e il 1600, dalla parola spagnola ba(h)ùl, a sua volta probabilmente di origine francese.

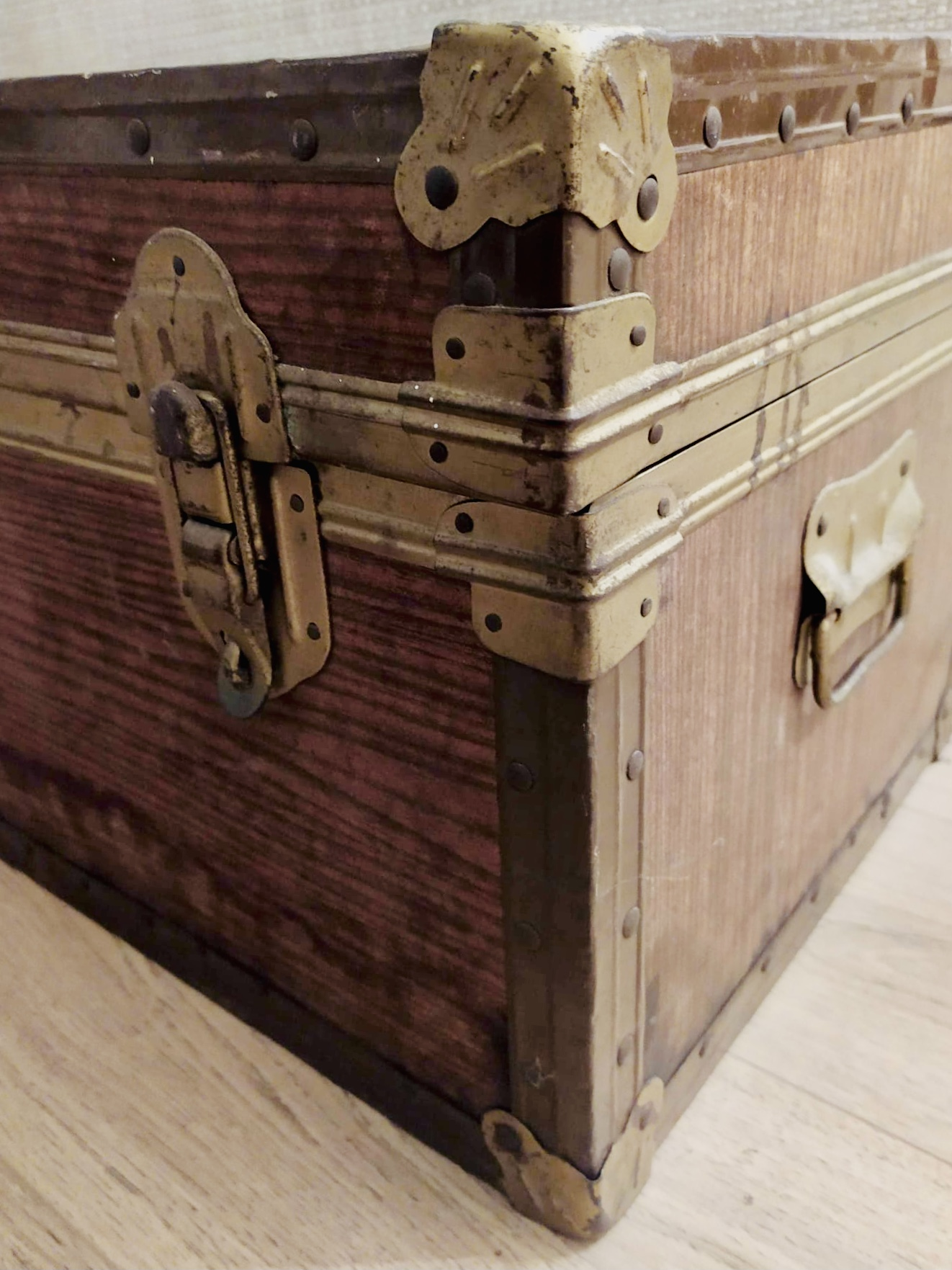
Dettagli in metallo di un baule da viaggio

## Storia
I bauli più antichi di cui si abbia testimonianza risalgono all'antico Egitto. Nella tomba di Tutankhamon, risalente al XIV secolo a.C., sono stati trovati oltre 50 bauli del corredo funebre che contenevano oggetti di vita quotidiana del faraone, affinché, secondo le credenze dell'epoca, lo accompagnassero nel suo ultimo viaggio nell'aldilà.
Anche per i Greci e per i Romani i bauli erano di uso quotidiano. Se ne servivano, infatti, nei lunghi viaggi per mare, non solo per trasportare gli oggetti, ma anche come panche e letti. In quel contesto storico, rispetto all'eleganza e alla bellezza veniva privilegiata la praticità.
A partire dal secolo IX, i Vichinghi utilizzavano sulle loro navi dei rudimentali bauli. Erano di grandi dimensioni affinché fosse possibile dormirci sopra durante la navigazione e venivano usati per sedersi durante la voga.
In Europa, nel periodo che va dall'XI al XIII secolo, i bauli erano utilizzati quasi esclusivamente per contenere i vestiti. Il coperchio era leggermente curvo o totalmente piatto. La forma piatta del coperchio consentiva di utilizzarlo anche come piano di appoggio.
L'Oriente presenta un notevole repertorio di bauli medioevali: dai preziosi bauli utilizzati dai monaci tibetani per contenere le loro vesti e i loro averi, ai multicolori bauli mongoli, unico elemento di arredo delle iurte, agli eleganti bauli cinesi laccati. Erano anche molto apprezzati i bauli cinesi in canfora, legno che rilasciava un gradevolissimo aroma profumato.
Nel resto del mondo, nelle abitazioni più umili, i bauli erano piuttosto rudimentali ma, allo stesso tempo, erano solidi e pratici. Spesso le cassepanche venivano usate anche come bauli e, insieme a pochi sgabelli, costituivano l'arredo della casa. Al contrario, nelle case dei nobili e degli aristocratici, la ricercatezza della struttura e delle decorazioni rappresentavano la ricchezza, l'opulenza e il potere.
In Europa, nel XV secolo, il baule aveva spesso degli anelli mediante i quali il cavaliere poteva assicurarlo alla sella del cavallo. Gli anelli servivano anche per fissare i bauli più piccoli all'interno dei bauli più grandi. Utilizzati per contenere e trasportare i gioielli, i bauli diventavano dei veri e propri piccoli forzieri.
L'uso del baule vide un leggero declino nel Rinascimento, quando gli artigiani iniziarono a produrre armadi e credenze. A partire dal XVII secolo il coperchio dei bauli diventa quasi esclusivamente convesso. Solitamente per questo veniva utilizzata l'antica tecnica della piegatura a vapore, usata anche dagli Egizi: dopo essere riscaldato per mezzo del vapore, il legno poteva essere curvato più facilmente.
Molte commedie teatrali del veneziano Carlo Goldoni (1707-1793) menzionano il baule, oggetto di uso quotidiano dell'epoca. Si citano ad esempio Le smanie per la villeggiatura che si apre con la prima scena del primo atto dove il cameriere del signor Leonardo ripone gli abiti e la biancheria in un baule; Un curioso accidente: anche qui la prima scena dell'atto primo, che si svolge in camera di Monsieur Filiberto, ricco mercante olandese, si apre con il cameriere che allestisce il baule del suo padrone; Il servitore di due padroni nella quale si cita più volte di un libro contenuto in un baule che viene trasportato da un facchino.
Il progresso nell’utilizzo dei mezzi di trasporto, a partire dal XIX secolo, modifica nuovamente la forma del baule: la linea viene di nuovo semplificata e il coperchio torna piano, in modo da poter sovrapporre più bauli nei mezzi di locomozione. La forma squadrata e piatta diventa perfetta per il trasporto su treno. Inoltre, in questo periodo il baule viene dotato regolarmente di maniglie, così da renderlo più comodo da spostare e caricare.
Mentre la diffusione degli armadi aumenta nelle abitazioni di città, il baule continua ad essere ampiamente usato nelle abitazioni rurali.
Esistevano diversi tipi di baule:
- baule-farmacia
- baule-biblioteca
- baule-letto
- baule da carico
- baule con appendiabiti interni
- baule con cassetti[3]
- bauli per cappelli
- bauli da toeletta
- bauli a muro.

Fino al Novecento, in Europa i bauli vennero utilizzati per contenere la dote, il "corredo della figlia femmina" che stava per sposarsi. Diventavano, così, parte integrante dell'arredo dell'abitazione della nuova famiglia.
Nella società contemporanea, i bauli sono considerati esclusivamente elementi di arredo nelle case in stile classico. La produzione di nuovi bauli in legno è pressoché inesistente poiché il mercato di tali oggetti è diventato di nicchia: solo pochi e bravi artigiani sono in grado di realizzare pezzi unici e costosi, dato il lungo lavoro di manodopera. I bauli realizzati in passato vengono spesso restaurati.

## Materiali
In passato, i bauli venivano spesso realizzati in legno o in cuoio, più raramente in ferro o in fibra naturale. Quelli in legno erano realizzati solitamente in legno massello di castagno, di noce, di faggio, di frassino e di pino. I bauli più moderni, utilizzati frequentemente per contenere cuscini e arredi da esterni, vengono realizzati meccanicamente e industrialmente in PVC o con resina intrecciata o polirattan: il pregio di quest'ultimo materiale è la leggerezza e la resistenza agli agenti atmosferici. Alcuni modelli vengono realizzati anche in agglomerato o MDF (pannelli composti da particelle di legno incollate, molto resistenti e molto economici).

## Struttura
La struttura esterna del baule è spesso dotata di quattro piedini posti alle estremità. Grazie ai piedini il baule è rialzato da terra e protetto da eventuali umidità.
I bauli sono dotati di robuste cerniere che permettono l'apertura e la chiusura del coperchio. Le cerniere sono solitamente realizzate in metallo pesante per impedire l'usura.
In passato, mentre i bauli più piccoli generalmente avevano una sola maniglia sul coperchio, per consentirne il sollevamento, i più grossi erano spesso dotati di due maniglie per il trasporto sui lati corti, una per lato sulla parte esterna. Generalmente realizzate in ferro o in materiale di lega di metallo, spesso le maniglie avevano forma di campanelle.
Il coperchio era spesso dotato di una serratura con toppa sul lato esterno e di un boncinello (ferro a forma di staffa che bloccava il chiavistello tramite la chiave) sul lato interno. 
Le versioni più economiche, anziché della serratura con chiave, erano dotate di due semplici anelli nei quali inserire un lucchetto a chiave.

## Interno
Per abbellire la struttura interna e per proteggere gli articoli che venivano riposti all'interno dalla polvere e dal danneggiamento da sfregatura, l'interno dei bauli veniva rivestito di stoffa, di tela o di carta decorata.
Spesso i bauli utilizzati per i corredi venivano dotati di cinghie regolabili per tenere ferma la biancheria. In alcuni casi, al posto delle cinghie, si trovano delle stecche rigide regolabili che, nonostante stringessero ugualmente i panni, evitavano di farli stropicciare.

## Decorazione
I bauli in legno spesso venivano lasciati del color naturale del legno stesso, senza trattamenti protettivi; al massimo veniva passata una mano di vernice color marrone. Grazie al tannino presente in alcuni legni utilizzati, oltre a essere preservati naturalmente dai funghi, i bauli prendevano con il tempo un gradevole colorito. In molti casi, venivano rifiniti con colori naturali color miele, per esempio, per far risaltare le venature, oppure venivano rifiniti con tinte color noce che tendevano a invecchiare ulteriormente con il passare del tempo.
Molti venivano comunque rivestiti esternamente di pelle o di cuoio. Alcuni venivano ornati da piccole lamine di metallo.
I bauli dei ricchi venivano abbelliti con intarsi a traforo e incisioni sul legno oppure veniva decorato il rivestimento esterno con cerchiature e cesellature, anche realizzate con materiali preziosi. Alcuni bauli antichi ritrovati in abitazioni storiche hanno pitture e dipinti con scene di vita molto decorative. Altri erano personalizzati con lo stemma della casata.Sono stati rinvenuti alcuni piccoli bauli di ferro del XVI secolo finemente intarsiati d'oro e d'argento, mentre altri avevano addirittura ornamenti in avorio e in pietre preziose.
La decorazione poteva riguardare anche le serrature: esistono esemplari con serrature decorate a forma di conchiglia, altri con serrature decorate in rilievo, altre con piccole pietre e materiali preziosi.

## Bauli da viaggio
I bauli da viaggio erano rinforzati sul fondo e dotati di maniglie per trasportarli più agilmente ed erano privi di piedini e con il coperchio piatto affinché si potessero impilare uno sull'altro. Spesso i bauli da viaggio avevano gli angoli protetti da pezzi di cuoio.
Nell'Ottocento la distinzione tra le classi abbienti e le classi povere, che viaggiavano sugli stessi mezzi di locomozione, si manteneva anche in rapporto alla quantità e al tipo dei bagagli. La borghesia in viaggio aveva anche dai trenta ai quaranta bauli al seguito. I bauli destinati al trasporto dei vestiti erano piccoli armadi trasportabili dotati di cassetti interni; alcuni esemplari erano dotati anche di appendiabiti. Esistevano bauli da viaggio creati appositamente per essere caricati su mongolfiere.
Intorno al 1890, si iniziano a vedere i primi bauli di marca per sottolineare ulteriormente la differenza di classe e il potere economico. Il primo baule griffato, prodotto da Louis Vuitton, è infatti del 1896.
I bauli furono le "borse da viaggio" per eccellenza finché non diventò ordinario l'utilizzo dell'aereo come mezzo di trasporto con le relative restrizioni dovute al peso del bagaglio. Pertanto, si può circoscrivere la fine dell'uso del baule come contenitore da viaggio intorno alla fine degli anni cinquanta del Novecento.
Nel 1988 Robert Plath, un ex pilota americano, diede una nuova vita a quest'oggetto storico brevettando il "trolley": una sorta di baule di misure ridotte in polipropilene con rotelle.

## Bauli famosi
100 Legendary Trunks è un libro illustrato con oltre 600 immagini dei bauli prodotti da Louis Vuitton su commissione. Tra questi sono inclusi i bauli realizzati per lo scrittore e giornalista statunitense Ernest Hemingway, per il direttore d'orchestra britannico di origini polacco-irlandesi Leopold Stokowski, per l’attore e produttore cinematografico statunitense Douglas Fairbanks, per la stilista parigina Jeanne Lanvin e molti altri per le star del cinema moderno.